# Amelia Warner
Amelia Catherine Bennett (Birkenhead; 4 de junio de 1982), conocida como Amelia Warner, es una música, compositora y exactriz británica.

## Biografía
Es hija única de Annette Ekblom y Alun Lewis. Sus padres se separaron cuando era pequeña y desde entonces se trasladó con su madre a Londres, Inglaterra.
Estudió en la Real Escuela Masónica para niñas y a los 16 años en el Colegio de Bellas Artes de Londres. También estudió Historia del arte en el Goldsmiths College de Londres.
El 17 de julio de 2001 se casó de forma simbólica con el actor Colin Farrell en Tahití, sin embargo la pareja se separó en noviembre del mismo año.
Desde el año 2010 es pareja de Jamie Dornan. Se comprometieron en 2012 y el 27 de abril de 2013 contrajeron matrimonio en una ceremonia que tuvo lugar en Somerset. Tienen tres hijas en común: Dulcie, Elva y Alberta.

## Carrera como actriz
Warner comenzó su carrera en la actuación como miembro de un grupo de teatro juvenil en el Royal Court Theatre.
Protagonizó en el 2000 una adaptación de la BBC de Lorna Doone, y tuvo papeles secundarios en películas como Æon Flux y Stoned.

## Carrera musical
En el 2009 escribió e interpretó la canción ‘Beasts’ para un comercial de Virgin Media TV.
En octubre del 2011 firmó un contrato discográfico con Island Records.
En diciembre del mismo año Slow Moving Millie lanzó su álbum debut “Renditions”, que contiene versiones en forma de baladas acompañadas por piano de una selección de canciones de los 80s. El corte promocional es su versión del tema de The Smiths ‘Please, Please, Please, Let Me Get What I Want’. Completan el álbum ‘Hold Me Now’ de Thompson Twins, ‘Love in The First Degree’ de Bananarama, ‘Head Over Heels’ de Tears for Fears, ‘The Power Of Love’ de Frankie Goes to Hollywood, ‘Don't Go’ de Yazoo, ‘Wonderful Lifev’ de Blanck, ‘Feels Like Heaven’ de Fiction Factory, y dos temas de su autoría: ‘Beasts’ y ‘Hart With A Crown & Chain’.
En 2021 fue invitada a ser miembro de la Academia de Artes y Ciencias Cinematográficas.
Su estilo tiene influencias musicales desde Tom Waits y Nick Cave a Sigur Ros y Cat Power.

## Filmografía
- Kavanagh QC (1998)
- Casualty: "Eye Spy" (1998)
- Aristocrats (1999)
- Don Quixote (2000)
- Quills (2000) como Simone Royer-Collard
- Waking the Dead (2000)
- Take a Girl Like You (2000)
- Lorna Doone (2000) como Lorna Doone
- Mountaineering (BBC Radio, 2002)
- Nine Lives (2002) como Laura
- Love's Brother (2003)
- Winter Passing (2005)
- Æon Flux (2005) como Una Flux
- Stoned (2005)
- Alpha Male (2006)
- Gone (2006)
- The Seeker / The Dark Is Rising (2007) como Maggie
- The Echo (2008) como Alisa

## Discografía

### Créditos como compositora
| Película/Serie          | Año  | Notas        |
| ----------------------- | ---- | ------------ |
| Mam                     | 2010 | Cortometraje |
| Mum's List              | 2016 | Película     |
| Mary Shelley            | 2017 | Película     |
| Leading Lady Parts      | 2018 | Cortometraje |
| Wild Mountain Thyme     | 2020 | Película     |
| Mr Malcolm's List       | 2022 | Película     |
| Young Woman and the Sea | 2024 | Película     |
| Kathleen is here        | 2024 | Película     |

### Álbumes
| Título     | Detalles del álbum                                                                              | Posición más alta en listas |
| Título     | Detalles del álbum                                                                              | UK Albums Chart             |
| ---------- | ----------------------------------------------------------------------------------------------- | --------------------------- |
| Renditions | - Primer álbum de estudio - Lanzado: 12 de diciembre de 2011 - Discográfica: Universal / Island | 89                          |

### Sencillos
| Año  | Canción                                                                          | Posición más alta en listas | Álbum      |
| Año  | Canción                                                                          | UK                          | Álbum      |
| ---- | -------------------------------------------------------------------------------- | --------------------------- | ---------- |
| 2009 | "Beasts"                                                                         | —                           | Renditions |
| 2011 | "Please, Please, Please, Let Me Get What I Want" (versión de Slow Moving Millie) | 31                          | Renditions |

## Premios y nominaciones
| Año  | Premio                                 | Categoría                                       | Trabajo nominado    | Resultado | Ref.  |
| ---- | -------------------------------------- | ----------------------------------------------- | ------------------- | --------- | ----- |
| 2018 | World Soundtrack Awards                | Revelación del año                              | Mary Shelley        | Nominada  | [ 3 ] |
| 2018 | IFMCA Awards                           | Compositor(a) destacado(a) del año              | Mary Shelley        | Ganadora  | [ 4 ] |
| 2020 | Hollywood Music in Media Awards (HMMA) | Mejor banda sonora                              | Wild Mountain Thyme | Nominada  |       |
| 2020 | Hollywood Music in Media Awards (HMMA) | Mejor canción "I'll Be Singing "                | Wild Mountain Thyme | Nominada  |       |
| 2020 | Movie Music UK Awards                  | Mejor canción "I'll Be Singing"                 | Wild Mountain Thyme | Nominada  |       |
| 2020 | Movie Music UK Awards                  | Mejor banda sonora para película de comedia     | Wild Mountain thyme | Nominada  |       |
| 2020 | World Soundtrack Awards                | Premio del público                              | Wild Mountain Thyme | Nominada  |       |
| 2020 | IFCMA Awards                           | Mejor banda sonora para una película de comedia | Wild Mountain thyme | Nominada  |       |
| 2023 | World Soundtrack Awards                | Premio del público                              | Mr Malcolm's List   | Ganadora  |       |